# Championnat d'Argentine de football 1947
Navigation
Saison précédente Saison suivante
La saison 1947 du Championnat d'Argentine de football est la 17e édition professionnelle de la première division argentine. Le championnat rassemble les 16 meilleures équipes du pays au sein d'une poule unique, où chaque club rencontre tous ses adversaires deux fois. À la fin de la saison, le dernier du classement est relégué et remplacé par le vainqueur de la Segunda División.
C'est le club de River Plate qui termine en tête du championnat et remporte le 9e titre de champion d'Argentine de son histoire.

## Les 16 clubs participants
| \| Buenos Aires La Plata Rosario \| Villes représentées lors de la saison 1947 |
| Buenos Aires La Plata Rosario                                                  |

- Boca Juniors
- San Lorenzo de Almagro
- Estudiantes (La Plata)
- River Plate
- Racing Club
- Independiente
- Lanús
- Rosario Central
- Huracán
- Tigre
- Vélez Sársfield
- Platense
- Atlanta
- Chacarita Juniors
- Newell's Old Boys (Rosario)
- Banfield - Promu de Segunda Division

## Compétition

### Classement
Le classement est établi en utilisant le barème suivant :
- Victoire : 2 points
- Match nul : 1 point
- Défaite, forfait ou abandon : 0 point

| Rang | Équipe                      | Pts | J  | G  | N  | P  | Bp | Bc | Diff |
| ---- | --------------------------- | --- | -- | -- | -- | -- | -- | -- | ---- |
| 1    | River Plate                 | 48  | 30 | 22 | 4  | 4  | 90 | 37 | +53  |
| 2    | Boca Juniors                | 42  | 30 | 17 | 8  | 5  | 70 | 43 | +27  |
| 3    | Independiente               | 41  | 30 | 17 | 7  | 6  | 66 | 42 | +24  |
| 4    | Estudiantes (La Plata)      | 37  | 30 | 15 | 7  | 8  | 64 | 35 | +29  |
| 4    | San Lorenzo de Almagro T    | 37  | 30 | 13 | 11 | 6  | 71 | 43 | +28  |
| 6    | Racing Club                 | 36  | 30 | 15 | 6  | 9  | 63 | 45 | +18  |
| 7    | Chacarita Juniors           | 32  | 30 | 14 | 4  | 12 | 66 | 52 | +14  |
| 8    | Vélez Sársfield             | 29  | 30 | 11 | 7  | 12 | 51 | 44 | +7   |
| 9    | Platense                    | 26  | 30 | 9  | 8  | 13 | 38 | 54 | -16  |
| 10   | Rosario Central             | 25  | 30 | 9  | 7  | 14 | 55 | 68 | -13  |
| 11   | Huracán                     | 24  | 30 | 10 | 4  | 16 | 59 | 73 | -14  |
| 11   | Newell's Old Boys (Rosario) | 24  | 30 | 7  | 10 | 13 | 45 | 63 | -18  |
| 13   | Lanús                       | 21  | 30 | 7  | 7  | 16 | 46 | 70 | -24  |
| 14   | Tigre                       | 20  | 30 | 6  | 8  | 16 | 48 | 80 | -32  |
| 14   | Banfield P                  | 20  | 30 | 7  | 6  | 17 | 40 | 80 | -40  |
| 16   | Atlanta                     | 18  | 30 | 4  | 10 | 16 | 31 | 74 | -43  |

|  | Qualification pour le Championnat sud-américain des clubs champions de football |
|  | Relégation en Segunda División                                                  |
|  | T : Tenant du titre P : Promu de Segunda División                               |

## Bilan de la saison
| Championnat d'Argentine de football 1947                  |                               |
| Champion                                                  | River Plate (9e titre)        |
| Qualifications continentales                              |                               |
| Championnat sud-américain des clubs champions de football | River Plate                   |
| Promotions et relégations                                 |                               |
| Promus en Primera División                                | Gimnasia y Esgrima (La Plata) |
| Relégués en Segunda División                              | Atlanta                       |